# Skovby Nord
Skovby Nord er en bydel i Skovby og dermed i byen Galten, der ligger mellem Aarhus og Silkeborg.

## Historie

### Jernbanen
Skovby fik station på Aarhus-Hammel-Thorsø Jernbane (1902-56). Banen gik i en stor bue nord om Skovby, og stationen blev opført 1,4 km nordøst for kirkebyen på åben mark, hvor der kun var tre gårde i nærheden. Andre steder langs banen var det terrænet, der gjorde det nødvendigt at lægge stationerne så afsides, men her var det baneselskabets ønske om at skaffe aktionærer og kunder i Sjelle, Herskind og Skivholme, som havde væsentlig flere indbyggere end Skovby. Selvom de tre landsbyer nord for Lyngbygård Å lå 2-3 km fra stationen, lykkedes strategien i første omgang. Allerede året efter åbningen måtte Skovby station udvides, og den blev banens næstmest benyttede mellemstation (efter Galten).
I 1905 blev andelsmejeriet "Skovby Nord" opført nær stationen, i 1908 fik stationen en kvægrampe, og i 1914 blev der opført et foderstofpakhus på banens læsseplads. Desuden var der dyrlægepraksis og adskillige forretninger.
I 1929 blev Skovbys postadresse ændret til "Skovby Østjylland" for at undgå forveksling med Skovby Als, der på det tidspunkt også havde jernbanestation og postekspedition. Efter nedlæggelsen af banen blev bebyggelsen kaldt Skovby Nord efter mejeriet. Stationsbygningen var posthus til 1971 og blev revet ned i 2012. Mellem Schødtsmindevej og Wedelslundvej går en grusvej, der er anlagt på banens tracé.

### Bebyggelsen
Selvom der blev opført nogle parcelhuse, især i de første 20 år af jernbanens levetid, opstod der ikke en egentlig by omkring stationen. Bebyggelsen bredte sig lidt mod nord ud mod ådalen, men ikke så meget mod kirkebyen. Derimod har Skovby efter år 2000 bredt sig mod nord, så der nu er under 200 m mellem bebyggelserne og de derfor regnes som én by.

## Erhvervslivet
Skovby Møbelfabrik startede i Skovby Nord i 1933 og har stadig en "Afdeling Nord" her, selvom virksomheden senere har opført to større fabrikker, Afdeling Vest i Galten og Afdeling Syd i Klank.
I 1941 blev stationshaven solgt til Skovby Korn og Foderstofforretning, der opførte en silo, som stadig er bydelens vartegn, der ses på lang afstand. I februar 2010 gik ejeren, Århusegnens Andel, i betalingsstandsning, men forretningen blev overtaget af to konkurrenter, DLG og Danish Agro.